# L'Envolée (film, 2019)
Pour les articles homonymes, voir L'Envolée.
Pour plus de détails, voir Fiche technique et Distribution.
L'Envolée (Perfect 10) est un film britannique, sorti en 2020 en salles en France.

## Synopsis
Dans la banlieue de Brighton mais dans des paysages ensoleillés, pas des paysages d'immeubles gris, une adolescente de quatorze ans, apprentie gymnaste s'entraînant avec assiduité vit seule avec son père. La mère est morte. Mais un demi-frère, un peu voyou, fait irruption dans sa vie. « Notre père a baisé une fois ta mère, cela ne fait pas de toi mon frère ! »,lui indique-t-elle,,,.

## Fiche technique
- Titre : L'Envolée
- Titre original : Perfect 10
- Réalisation : Eva Riley
- Scénario : Eva Riley
- Photographie : Steven Cameron Ferguson
- Musique : Terence Dunn
- Pays d'origine : Royaume-Uni
- Genre : drame
- Durée : 83 minutes
- Date de sortie : 
  - Festival du film de Londres : 3 octobre 2019
  - France : 8 juillet 2020

## Distribution
Les deux personnages principaux, Leigh, la jeune femme, et Joe, le demi-frère qui surgit dans sa cellule familiale, sont interprétés, « avec sensibilité et pudeur », par deux adolescents, deux acteurs jusqu'alors non-professionnels. « Une fois que j'ai trouvé mes deux jeunes comédiens formidables, on a beaucoup répété, travaillé les rôles en amont, je me suis inspirée de leur façon de parler, de leurs mots que moi j'ignore, n'étant plus de cette génération. Le film était construit, très écrit, mais les scènes une à une ont bougé en fonction de ce qu'ils apportaient, leur humour, leur improvisation », explique la réalisatrice, Eva Riley. 
- Frankie Box : Leigh
- Alfie Deegan : Joe
- Sharlene Whyte : Gemma
- William Ash : Rob
- Billy Mogford : Reece
- Nicola Wright : Maxine

## Accueil
La sortie en salle a été décalée d'avril 2020 à juillet de la même année, à la suite de la crise sanitaire du Covid-19 en Europe,. Le film se trouve confronté à une fréquentation des salles différente en période estivale, et qui n'a pas encore retrouvée son niveau d'avant la crise. Mais l'accueil critique, notamment en France, est bon, saluant généralement à la fois un certain naturalisme social, dans la tradition d'un certain cinéma britannique à la fibre sociale, et l'apport de nouveaux venus : une réalisatrice et scénariste écossaise et de jeunes comédiens,,,.